# Józef Łuszczek
Józef Łuszczek (né le 20 mai 1955) est un ancien fondeur polonais.

## Biographie
Józef Łuszczek est le père de la fondeuse Paulina Maciuszek .

## Palmarès

### Jeux olympiques
| Épreuve / Édition | Lake Placid 1980 | Sarajevo 1984 |
| 15 km             | 6e               | 36e           |
| 30 km             | 5e               | 41e           |
| 50 km             | 17e              | 27e           |

### Championnats du monde
| Épreuve / Édition | Lahti 1978 | Oslo 1982 |
| 15 km             | Or         | 19e       |
| 30 km             | Bronze     | 15e       |

### Coupe du monde
- Meilleur classement final: 11e en 1982.
- Meilleur résultat: 5e.

## Honneurs et distinctions
Józef Łuszczek est élu Sportif polonais de l'année en 1978.